# 克洛埃·图顿
克洛埃·图顿（英語：Chloé Tutton，1996年7月17日—）生于威尔士龐特普里斯，是一名英国女子游泳运动员，主攻蛙泳。她在小时候时常在节假日期间游泳，后来她的母亲将她带到当地的游泳课堂练习。12岁时，她被一位游泳教练看中，之后她移居至加的夫，接受更深入的训练。16岁时，她患上腺热疾病，不得不暂时休整。2014年，她回归赛场，参加苏格兰格拉斯哥举办的英联邦运动会。